# فيليب يفبفر (مخرج)
فيليب يفبفر (بالفرنسية: Philippe Lefebvre)‏ هو مخرج فرنسي، ولد في 14 مايو 1941 في الجزائر في الجزائر.

## وصلات خارجية
- فيليب يفبفر على موقع IMDb (الإنجليزية)
- فيليب يفبفر على موقع ألو سيني (الفرنسية)
- فيليب يفبفر على موقع أول موفي (الإنجليزية)
- فيليب يفبفر على موقع قاعدة بيانات الأفلام السويدية (السويدية)
- فيليب يفبفر على موقع قاعدة بيانات الفيلم (الإنجليزية)
- فيليب يفبفر على موقع كينوبويسك (الروسية)